# Seznam preteklih Disneylandovih atrakcij
Seznam preteklih atrakcij v zabaviščnem parku Disneyland (Kalifornija).
 Disneyland je tematski park znotraj  Letovišča Disneyland v Anaheimu,Kalifornija, ki ga je dal zgraditi Walt Disney. Tukaj je seznam trenutnih atrakcij z kratkim opisom, urejenih po »deželah«. Tukaj so vštete samo atrakcije zabavišnega parka Disneyland, tematski park Disney's California Adventure ali drugi deli Letovišča Disneyland tukaj niso všteti. 

## Main Street, U.S.A.
1955-1962, Main Street Shooting Gallery
1961-1963, Babes in Toyland Exhibit
1965-1973, Great Moments with Mr. Lincolnnadomestila sta ga:
1973-1975, The Walt Disney Story
Biographical film of Walt Disney.
1975-2005, The Walt Disney Story featuring Great Moments with Mr. Lincoln
sedaj Disneyland: The First 50 Magical Years
1970-1973, Legacy of Walt Disney
1973-1989, Disneyland Presents a Preview of Coming Attractions

## Tomorrowland
1955-1997, Circarama, U.S.A., preimenovano Circle-Vision 360° leta 1967predstave, ki so bile:
1955-1959, »A Tour of the West« 
1960-1984, »America the Beautiful« 
1984-1989, »All Because Man Wanted to Fly« (lobby pre-show)
1984-1996, »American Journeys« 
1984-1996, »Wonders of China« 
1996-1997 and September 2001, »America the Beautiful"
1955-1966, Clock of the World
1955-1966, Monsanto Hall of Chemistry
1965-1966, Monsanto's Fashions and Fabrics through the Years
1955-1960, Space Station X-1, renamed Satellite View of America leta 1958
1955-1966, Rocket to the Moonko je vožnja z Apollom 11 postala bolj verjetna se je preimenovala v:
1967-1975, Flight to the Moon
1975-1992, Mission to Mars
danes Redd Rockett's Pizza Port.
1955-1956, Tomorrowland Boats, preimenovano v Phantom Boats leta 1956
1955-1960, The World Beneath Us
1955-1966, 20,000 Leagues Under the Sea exhibit
1955-1966, Flight Circle
1955-1966, Hobbyland
1955-1960, Aluminum Hall of Fame
1955-1963, Dutch Boy Color Gallery
1956-1964, Astro Jetszamenjal več lokacij in imen:
1964-1966, Tomorrowland Jets :
1967-1997, Rocket Jets
danes znano kot Astro Orbitor, locirano na vhodu v Tomorrowland iz Main Street, prvič predstavljeno leta 1998.
1956-1960, Crane Company Bathroom of Tomorrow
1956-1994, Skyway to Fantasyland
1957-1958, The Viewliner
1957-1967, Monsanto House of the Future
1959-1998, Submarine Voyage
1960-1966, The Art of Animation
1961-1966, Flying Saucers
1965-1966, Fashion and Fabrics Through the Ages
1967-1973, General Electric Carousel of Progress
1967-1995, PeopleMover
1967-1985, Adventure Thru Inner Space
1974-1988, America Sings
1977-1984, Space Stage
1984-danes,  Magic Eye Theater, ki še zmeraj obstaja z  3-D film filmi, vkjučno z sledečimi
- 1984-1986, "Magic Journeys"

- 1986-1997, "Captain EO"

1955-1999, Tomorrowland Autopia
1996, Toy Story Funhouse
1998-2000, Rocket Rods
1998-2003, The American Space Experience

## Fantasyland
1955-1964 Mickey Mouse Club Theater
- 1964-1981, Renamed Fantasyland Theater

1955-1956, Mickey Mouse Club Circus
1956, Keller's Jungle Killers
1957-2001, Sleeping Beauty Castle Walkthrough
1956-1994, Skyway to Tomorrowland
1956-1958, Junior Autopia
1957-1966, Midget Autopia
1959-1991, Fantasyland Autopia
- 1991-1993, Rescue Ranger Raceway
- 1993-2000, Fantasyland Autopia (združeno z Tomorrowland Autopia je leta 2000 postala Autopia)

1961-1982, Skull Rock and Pirate's Cove
1957-1991, Motor Boat Cruise
- 1991-1993, Renamed »Motor Boat Cruise to Gummi Glen« (na osnovi TV predstave, Gummi Bears)

danes prostor za posedet imenovan Fantasia Gardens.
1985-1995, VideopolisAmphitheatre and dancing area. Danes Fantasyland Theatre.

## Frontierland
1955-1986, Golden Horseshoe Revue.  Je bil zamenjan z
- 1986-1994, Golden Horseshoe Variety Show: podoben šov.
- 1999-2000, All-New Woody's Roundup
- 1992-danes, Billy Hill and the Hillbillies

1955 - Davy Crockett Museum
1955-1956, Mule Pack
- 1956-1959, Rainbow Ridge Mule Pack
- 1960-1973, Pack Mules Through Nature's Wonderland; leta 1973, Big Thunder Mountain Railroad in Big Thunder Ranch zamenja Nature's Wonderland.

1955-1956, Stage Coach postane
- 1956-1960, Rainbow Mountain Stage Coaches

1955-1960, Conestoga Wagons
1956-1959, Rainbow Caverns Mine Trainje bil leta 1960 nadgrajen in preimenovan v:
- 1960-1977, Mine Train Through Nature's Wonderland.  The Big Thunder Mountain Railroad nadomesti mirnejši rudniški vlak z vlakcem smrti

1956-1963, Mineral Hall
1956-1971, Indian War Canoes
1955-1971, Indian Villagedaens Critter Country.
1986-1996, Big Thunder Ranch
1955-1994 in 1996-1997, Mike Fink Keel Boats
2004-2005 Little Patch of Heaven Petting Farm

## New Orleans Square
1987-2007, The Disney Gallery

## Bear Country/Critter Country
Bear Country je bil odprt 1972 in se preimenoval v Critter Country leta 1988.
1972-1986, Country Bear Jamboree .Vsebina predstave je zamenjala
1986-2001, Country Bear Vacation Hoedown zraven Country Bear Playhouse: danes prizorišče “The many adventures of Winnie the Pooh”
1972-1988, The Mile-Long Bar
1972-2003,  Teddi Barra's Swinging Arcade
video arkada, danes prizorišče razširjene trgovine Pooh Corner store.

## Mickey's Toontown
1993-2003, Jolly Trolley
1993-2006, Goofy's Bounce House

## Holidayland
1957-1961, Holidaylandje bil prostor za rekreacijo, kjer danes stoji dežela New Orleans Square.

## Parade
(1960 - 1964) Mickey at the Movies
(1965 - 1976, 1980 - 1985) Fantasy on Parade
(1972 - 1975, 1977 - 1983, 1985 - 1996) Main Street Electrical Parade
(1975) America on Parade
(1983) Flights of Fantasy
(1984) Donald's 50th Birthday
(1986) Totally Minnie
(1986 - 1988) Circus on Parade
(1987) Snow White's 50th Anniversery
(1987 - 1988) Come to the Fair
(1988 - 1989) Mickey's 60th Birthday
(1989 - 1990) Horray for Disneywood!
(1990) Party Gras
(1991) Celebration, U.S.A.
(1992) The World According to Goofy
(1993 - 1994) Aladdin's Royal Caravan
(1994 - 1997) The Lion King Celebration Notes: movie late
(1997) Light Magic
(1997 - 1998) Hercules' Victory Parade Notes: movie late
(1998 - 1999) Mulan Parade Notes: movie late
(2000 - 2005) 45 Years of Magic Parade(Renamed Parade of the Stars in 2001)
(2005 - 2009) Walt Disney's Parade of Dreams
(2005 - 2009)Parade of Lights 